# 上加龙战士纪念碑

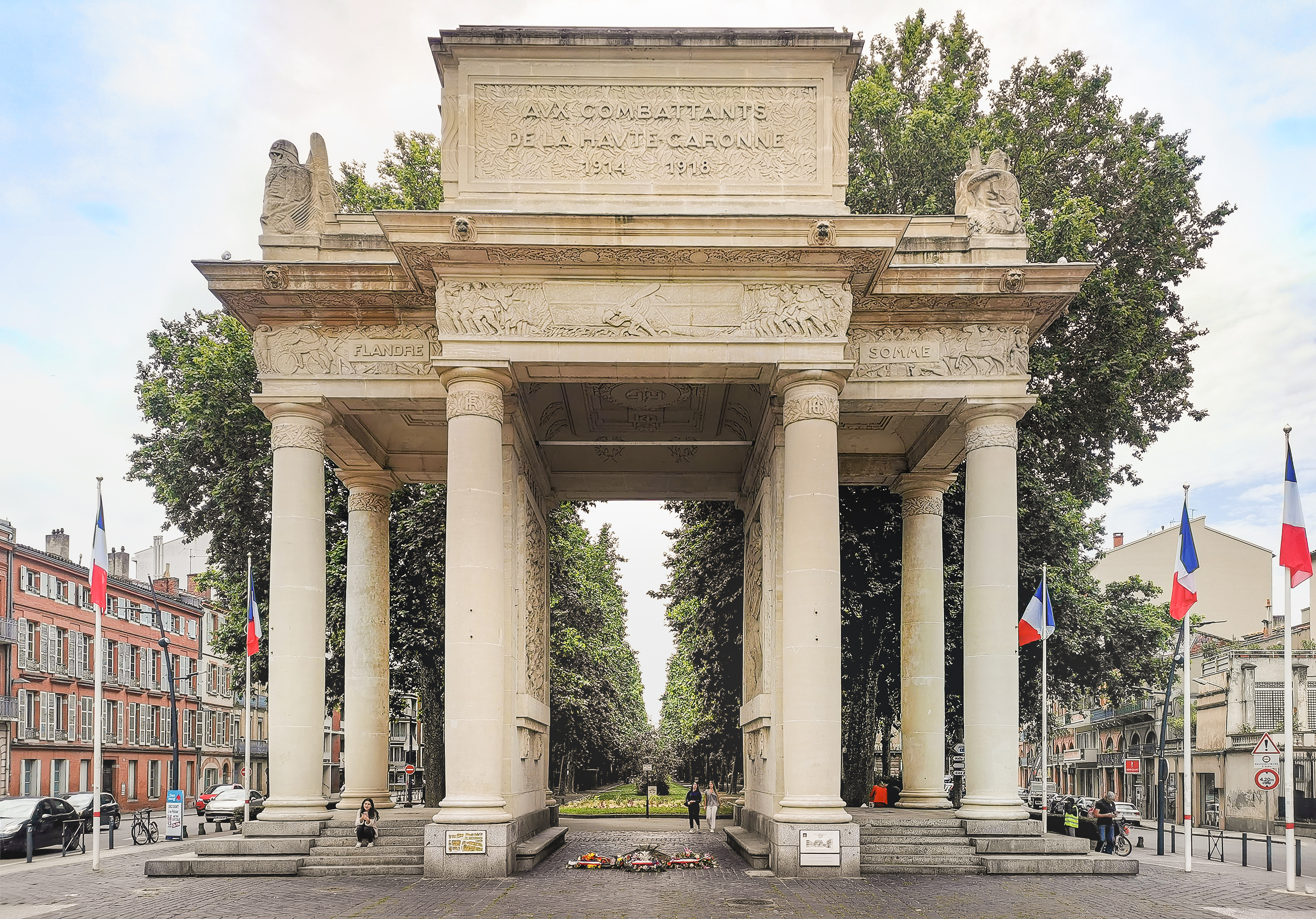

上加龙战士纪念碑（法語：Monument aux combattants de la Haute-Garonne）献给在20世纪冲突中牺牲的本省士兵，位于法国上加龙省图卢兹的弗朗索瓦·威尔迪尔林荫道（Allées Forain-François-Verdier），靠近梅斯街（Rue de Metz）十字路口。它采用凯旋门形制，由八根柱子支撑，并装饰有若干雕像和浅浮雕。纪念碑上没有阵亡士兵的名字。
1919年，图卢兹市决定修建这座纪念碑，1920年底开始设计比赛。在大约40份投标书中，委员会选择了卡米尔·雷诺德（Camille Raynaud）的设计；然而，图卢兹市决定让他、亨利·拉斐尔·蒙卡辛（Henri Raphaël Moncassin）和安德烈·阿巴尔（André Abbal）三位建筑师参与最终的创作。项目直到1928年才完成，雷诺的浅浮雕直到1931年才最终完成。纪念碑的费用是1349540法郎。
上加龙战士纪念碑是奥克西塔尼大区因其建筑、艺术或历史价值而受到保护的42座死者纪念碑之一 。
2018年10月18日，纪念碑公布为法国历史遗迹 。

细部
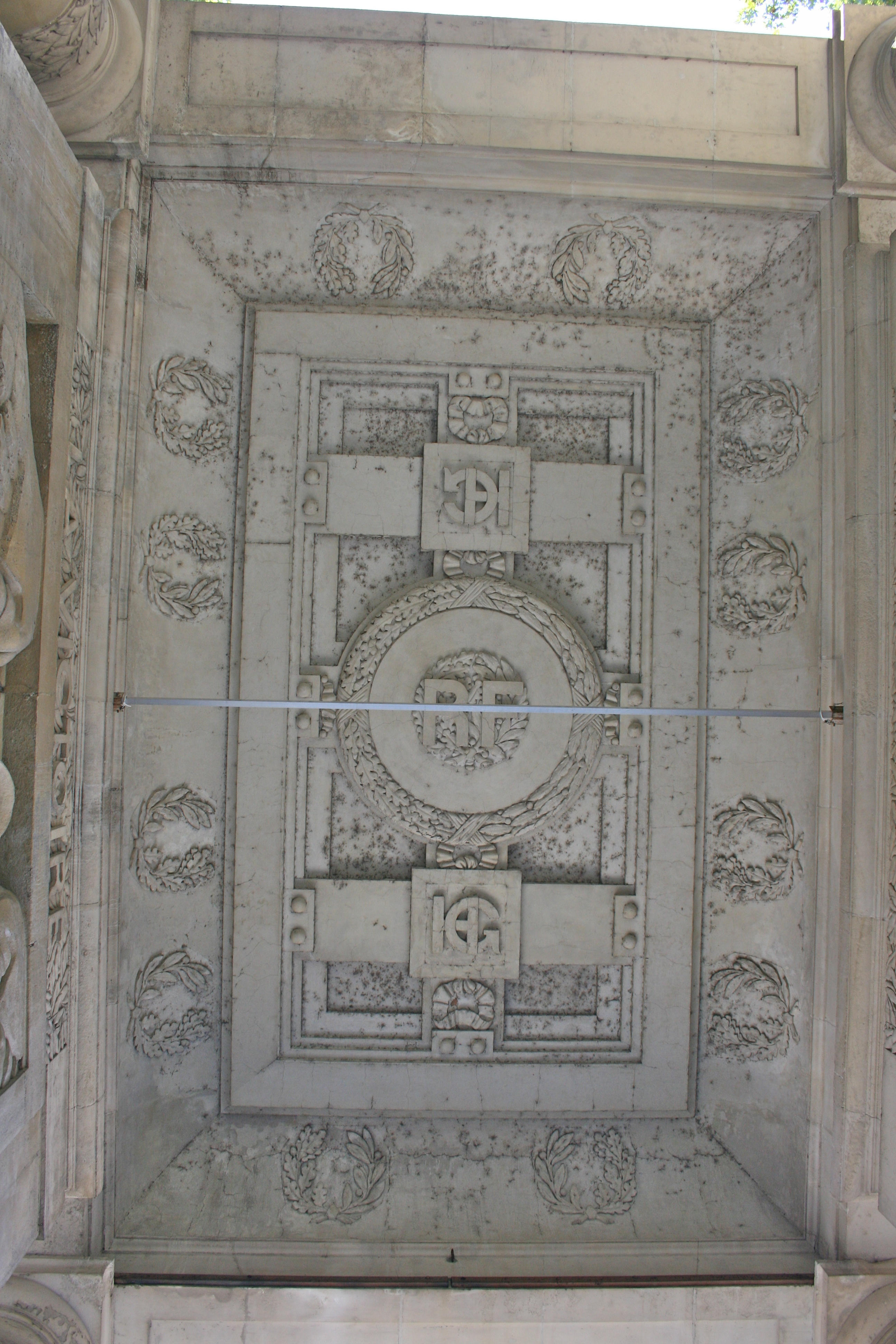
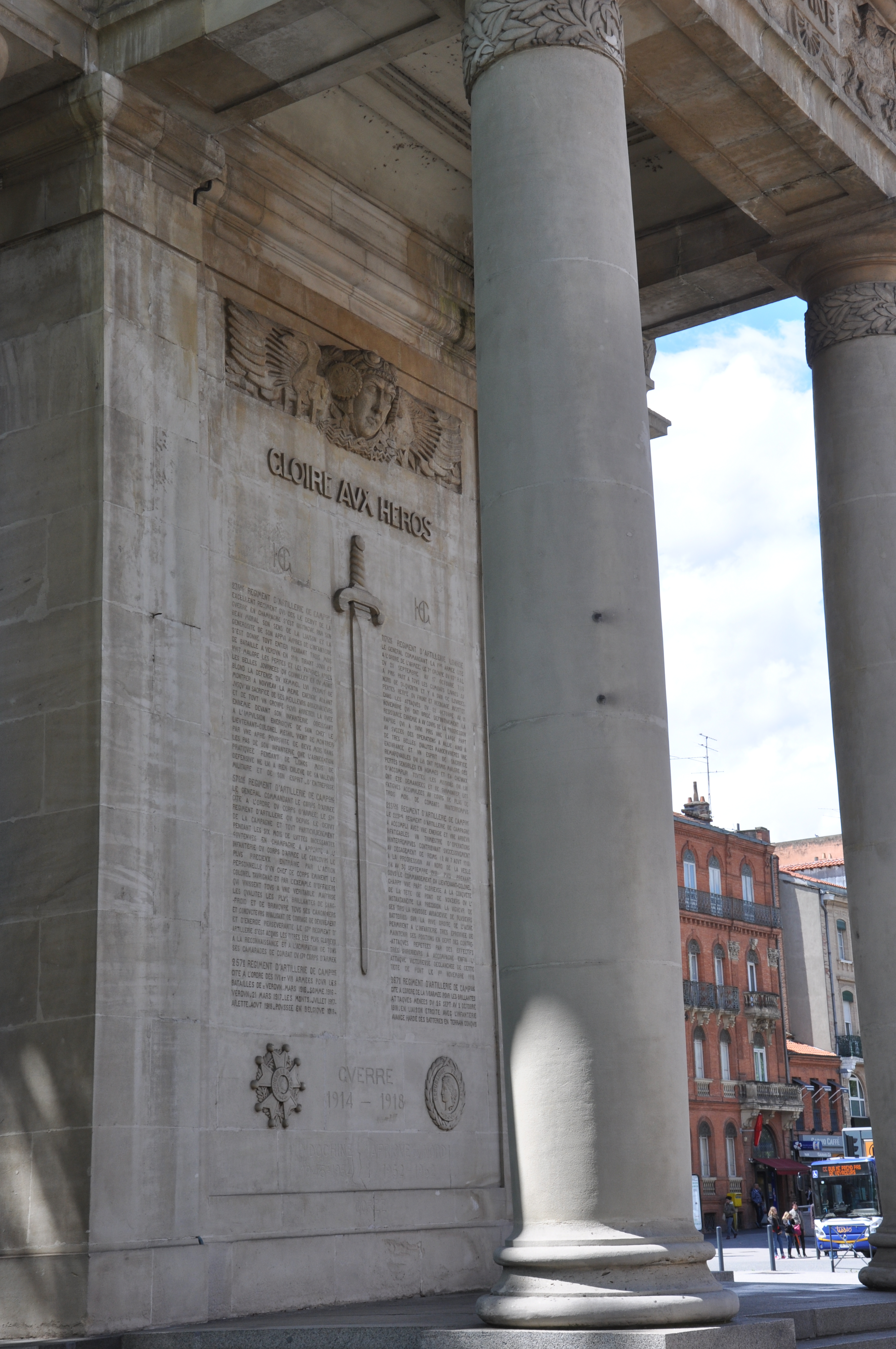
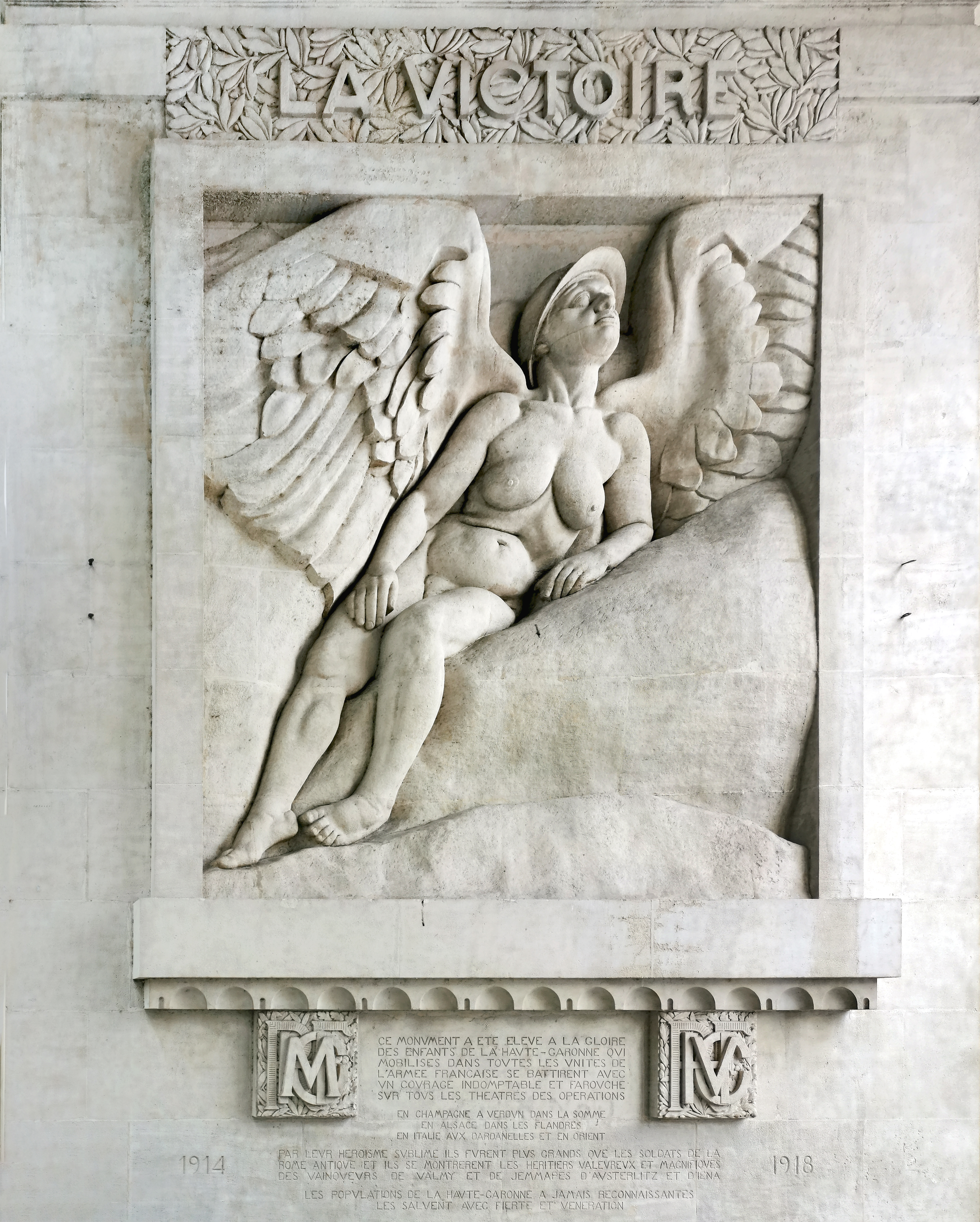
La Victoire
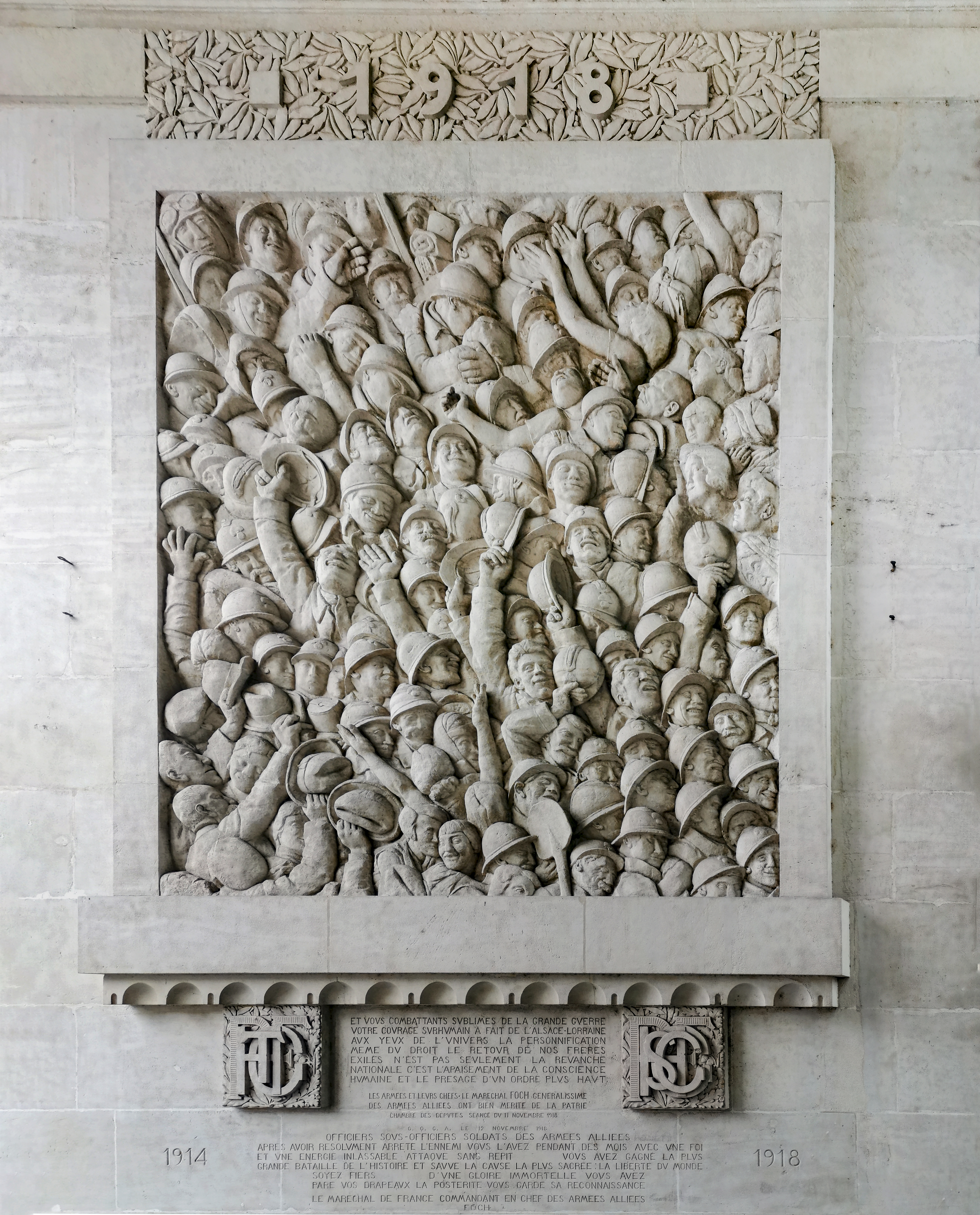
1918